# Institutet för psykosocial medicin
Institutet för psykosocial medicin, IPM, var ett svenskt forskningsinstitut i form av en myndighet, vars verksamhet 1 oktober 2007 överfördes till Stockholms universitet, i form av Stressforskningsinstitutet, respektive Karolinska institutet. Verksamheten gällde stressreaktioner och psykosocial hälsa och IPM inrättades 1980 under Socialdepartementet. Utöver forskning, ingår information, utbildning och rådgivning till olika myndigheter, kommuner och landsting, professionella grupper, frivilligorganisationer, företag, högskolor och universitet, arbetsmarknadens parter och massmedia. Myndigheten ska också nationellt samordna de olika aktörerna inom forskningsområdet stress och psykosocial hälsa. Inför överföringen 2007 hade IPM 33 personer anställda, siste myndighetschef och föreståndare (sedan 2006) var Louise Nordenskiöld.
IPM bedrev grund- och tillämpad forskning utifrån tvärvetenskapliga och tvärmetodologiska ansatser. Verksamhetsidén var att studera hur individer och grupper påverkas av olika sociala miljöer, med särskilt fokus på stressreaktioner och hälsa. Frågeställningarna handlade om stressens orsaker, mekanismer, utfall och åtgärder/behandling, där även metodutveckling ingår. Den långsiktiga avsikten med forskningen är att bidra till en förbättrad folkhälsa. Forskningen bedrivs huvudsakligen genom longitudinella studier, interventionsstudier, experimentella studier, registerstudier och kvalitativa studier - där metoderna inkluderar verktyg främst från medicin, psykologi och fysiologi. Angreppssättet varierar utifrån frågeställningarna mellan enkät- och registerdata från mycket stora grupper till mätintensiva studier av små grupper som till exempel omfattande registreringar under dagar/dygn eller omfattande intervjumaterial. Experiment/interventioner och utnyttjande av naturliga experiment som longitudinella uppföljningar och analyser i nationella register ska prioriteras framför beskrivande forskning.  
Sveriges riksdag beslutade i juni 2007 att avveckla myndigheten IPM. Huvuddelen av forskningsverksamheten inordnades 1 oktober 2007 i Universitets- och högskolesektorn med Stockholms universitet som ny huvudman. Den del av IPM som var verksamt inom suicidforskning inordnades samtidigt i Karolinska institutet. Bakgrunden är regeringens ställningstagande att forskning ska vara konkurrensutsatt och inte bedrivas i myndighetsform. Regeringen bedömde också att den psykosociala forskningen inte längre behöver det särskilda skydd som en myndighetsorganisation utgör, utan att den kan bedrivas inom ramen för det sedvanliga forskningsväsendet. I samband med övergången ändrade IPM namn till Stressforskningsinstitutet som bättre anger verksamhetens innehåll och fokus.
Initiativet till en särskild myndighet för psykosocial medicin togs av professor Lennart Levi som sedan 1950-talet hade lett det sk. Stressforskningslaboratoriet vid Karolinska Institutet (KI). Bakgrunden var att de psykosociala frågorna ansågs så speciella att de krävde en egen myndighet för att inte försvinna i de toxikologiska och fysiska miljöfrågorna.  IPM har under de senaste tjugofem åren varit en viktig aktör i produktionen av kunskap om stress och psykosociala faktorer och har introducerat en stor del av det aktuella tänkandet kring modeller för arbetsbetingade stressrelaterade sjukdomstillstånd. Även när det gäller en rad andra stressfrågor - såsom PTSD, screening av stressrelaterade tillstånd hos flyktingar och asylsökande, behandling av stressrelaterade utmattningstillstånd, mekanismer i återhämtning från stress, sömnens betydelse för utbrändhet, arbetstider och hälsa, program för suicidprevention i skolor och konsekvenser av svåra förhållanden i barndomen - har kunskapsproduktion inom IPM spelat en stor roll. Lennart Levi var IPM:s första myndighetschef och föreståndare och han efterträddes 1995  av Töres Theorell. 2006 blev Louise Nordenskiöld, IPM:s dåvarande administrativa chef, föreståndare fram till dess att huvuddelen av IPM övergick till Stockholms universitet som Stressforskningsinstitutet.